# 필립 앤슈츠
필립 프레더릭 앤슈츠(Philip Frederick Anschutz, 1939년 12월 28일 ~ )는 미국의 기업인이자 앤슈츠 엔터테인먼트 그룹의 회장으로, 철도, 석유 등 여러 사업군에 진출해 있으며  LA레이커스의 구단주다. 그는 미국을 대표하는 스포츠 재벌이다. 프로축구리그인 메이저리그사커를 공동 창립한 인물로 그가 보유하고 있는 축구ㆍ농구ㆍ하키 등의 프로구단이 10개가까이된다 재산은
(86억 파운드·14조 3560억원임)

## 생애
필립 프레더릭 앤슈츠는 캔자스주 루셀 출생이다. 그의 할아버지 칼 앤슈츠는 독일계 이민자로 러시아계 이민 농부들을 대상으로 은행을 세웠고, 아버지도 콜로라도의 목장과 유타와 와이오밍의 토지 투자자였고 석유 시추 사업에도 진출한 사람이었다.
아버지의 석유 탐사 사업을 위해 위스콘신으로 이주하였고, 1957년 위치 고등학교를 졸업하고 1961년 캔자스 대학에서 학사 학위와 함께 졸업하였다.
1970년 캔자스에서 25만 에이커에 달하는 브룩맨 농장을 1000만 달러에 샀고, 1971년 유타-와이오밍 국경을 따라 900만 에이커의 토지를 인수하고 첫 석유 시추 사업을 시작하였다.
그리고 앤슈츠 목장에서 1억 배럴의 석유를 뽑아내고, 1982년 5억 달러에 모빌 오일에 절반을 매각하였다. 이후 몇 년 동안은 콜로라도 유일의 억만 장자로 일하다가 철도와 통신, 엔터테인먼트계로 사업 분야를 돌렸다.
1984년 리오그란데 철도의 지주 회사를 인수하고 1988년 사우스 퍼시픽 철도를 인수하였고, 이후 1996년 9월 서던 퍼시픽 철도와 유니온 퍼시픽 철도의 합병으로 생긴 연합 퍼시픽 철도의 부회장으로 임명되었다.
2001년 5월 부시 행정부의 명령으로 몬태나 중앙과 남부의 10개 아메리카 원주민 부족을 설득해 2004년까지 4268에이커 상당의 원유 지역을 확보할 수 있었다.
이후 2007년 그랜드 캐니언 철도, 2008년 6월 24일 잔테라 공원 리조트를 인수하였다.

## 앤슈츠 엔터테인먼트 그룹

### 아레나스
런던 아레나의 맨체스터 아레나, 로스앤젤레스의 돌비 극장과 스테이플스 센터, 캘리포니아주 카슨의 디그니티 헬스 스포츠 파크, 런던의 O2 아레나, 베를린의 메르세데스-벤츠 아레나 등을 소유하고 있다.

### 스포츠 벤처

#### 축구
앤슈츠는 메이저 리그 사커의 공동 창립자 중 한 명으로 1996년 콜로라도 래피즈의 운영 투자자가 되었고, 이후 시카고 파이어, 새너제이 어스퀘이크스, 뉴욕/뉴저지 메트로스타스 및 D.C. 유나이티드 등에 투자하였다. 현재는 LA 갤럭시와 휴스턴 다이너모에 모두 투자하고 있다.
2006년 미국 축구 명예의 전당에 임명되었고, 2007년 영국의 데이비드 베컴을 LA 갤럭시에 뛰게 하기도 했다. 2009년 미국 월드컵 유치위원회 이사회에 합류하였다.
또한 NHL의 로스앤젤레스 킹스와 ECHL의 리딩 로열스와 온타리오 레이, 스웨덴의 축구팀 함부르크 IF와 하키팀 듀가르덴 IF, 독일의 하키팀 함부르크 프리즈와 이스바렌 베를린의 구단주이기도 하다.

#### 골프
2010년 잔테라 공원 리조트는 버지니아주 윌스엄스버그 킹스밀 리조트 구입 계약을 체결했다고 발표하였다. 1968년 설립된 잔테라는 애리조나주 그랜드 캐니언에 있으며, 미국 전역의 주립 공원, 특히 옐로스톤 국립공원의 호텔과 리조트를 소유하고 있으며, 현재 3개의 호텔과 5000개의 객실, 8000명의 직원이 있다.
1970년대에 시작된 킹스밀 리조트도 425개의 객실과 5개의 레스토랑과 회의 공안, 스파, 피트니스 센터, 마리나, 1만 7000 평방미트의 15개 테니스 센터를 소유하고 있다.

### 기타 비즈니스 벤처
- 포레스트 오일
- 퍼시픽 에너지 그룹
- 퀘스트 커뮤니케이션 (17%)
- 리갈 엔터테인먼트 그룹 (세계 최대의 극장 체인으로 6000개의 스크린을 소유하고 있다.)
- 유니온 퍼시픽 철도 (6%)
- 칼리티 미디어 그룹
  - 샌프란시스코 이그재미너
  - 워싱턴 이그재미너
  - 볼티모어 이그재미너
  - 이그재미너컴
  - 위클리 스탠더드
- 오일 & 가스 클리어링
- NRC 브로드캐스팅
- 앤슈츠 투자 회사